# Zamachy w Casablance (2003)
Zamachy w Casablance – seria samobójczych zamachów terrorystycznych, które miały miejsce 16 maja 2003 w Casablance. Były to największe ataki terrorystyczne w historii Maroka.

## Zamachy
Zamachy zostały przeprowadzone w nocy 16 maja 2003 przez grupę 14 terrorystów-samobójców, którzy zdetonowali bomby ukryte pod ubraniami. Pierwszym celem była hiszpańska restauracja „Casa de España”, w której zginęło 20 osób. Kolejne bomby wybuchły w hotelu „Farah”, żydowskim centrum kultury, włoskiej restauracji i belgijskim konsulacie.
W zamachach zginęło 45 osób, w tym 12 terrorystów. Ponad 100 osób zostało rannych. Większość ofiar stanowili Marokańczycy. Dwóch zamachowców zostało aresztowanych zanim zdążyli zdetonować bomby.

## Reakcje
Za zamachy odpowiadała mało znana grupa Salafia Jihadia, która mogła mieć powiązania z Al-Ka’idą. Ataki zostały potępione przez przywódców większości państw, a kilka dni później w Casablance odbyła się wielotysięczna manifestacja przeciwko terroryzmowi. W kolejnych miesiącach aresztowano i skazano ponad 1400 osób za udział w zamachach i powiązania z grupami terrorystycznymi. W 2008 dziewięciu skazanych terrorystów uciekło z marokańskiego więzienia.

## Ofiary zamachu
| Państwo   | Liczba zabitych |
| --------- | --------------- |
| Maroko    | 36              |
| Francja   | 4               |
| Hiszpania | 4               |
| Włochy    | 1               |
| Razem     | 45              |